# Ánh sao

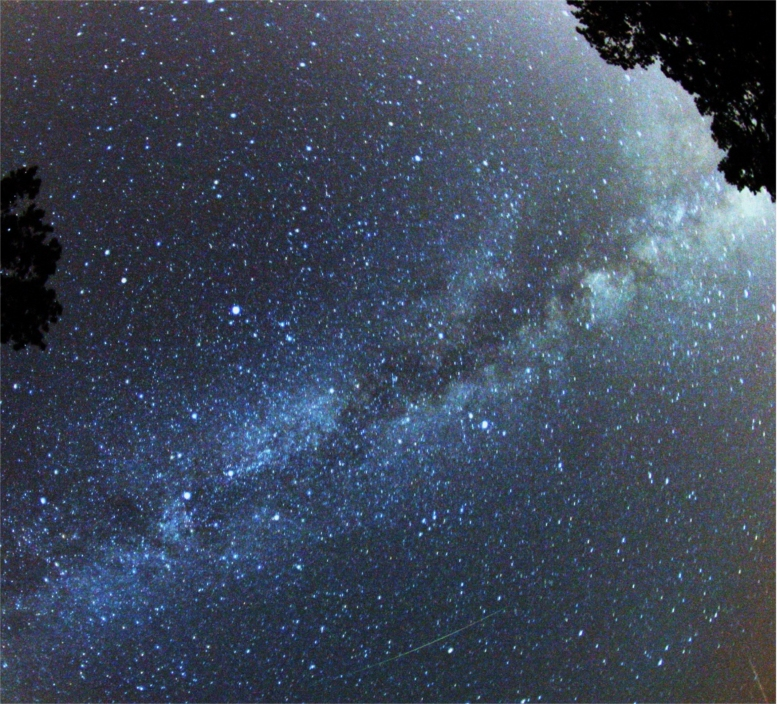
Bầu trời đầy sao với dải Ngân Hà cắt qua và mưa sao băng.

Ánh sao là ánh sáng được phát ra bởi các ngôi sao. Nó thường chỉ bức xạ điện từ khả kiến từ các ngôi sao khác ngoài Mặt Trời, được quan sát từ Trái Đất vào ban đêm, mặc dù một phần rất nhỏ của ánh sao có thể quan sát được từ Trái Đất vào ban ngày. Trong khi đó, ánh sáng Mặt Trời là thuật ngữ được sử dụng để chỉ ánh sao của Mặt Trời vào ban ngày. Vào ban đêm, suất phản chiếu đặc trưng cho sự phản chiếu ánh sáng Mặt Trời từ các vật thể hệ Mặt Trời khác, bao gồm ánh trăng, ánh hành tinh, và ánh sáng hoàng đạo.

## Quan sát
Quan sát và đo đạc ánh sao bằng kính viễn vọng là cơ sở cho nhiều ngành của thiên văn học, bao gồm phép đo sáng thiên thể và đo quang phổ sao. Hipparchus thời cổ đại không có kính viễn vọng hay bất cứ dụng cụ nào có thể đo đọ sáng biểu kiến một cách chính xác, vì vậy ông đơn giản là đã chủ quan ước lượng bằng mắt. Ông đã phân loại các ngôi sao theo sáu lớp độ sáng, mà ông gọi là "cấp sao". Ông đề cập đến các sao sáng nhất trong danh mục của mình là các sao cấp nhất, các sao sáng nhất còn những ngôi sao quá mờ nhạt đến mức ông khó có thể thấy chúng là các sao cấp sáu.
Ánh sao cũng là một phần đáng chú ý của trải nghiệm cá nhân và văn hóa loài người, tác động đến nhiều lĩnh vực khác nhau của văn hóa như thơ ca, thiên văn học, và chiến lược quân sự.
Quân đội Hoa Kỳ chi tiêu hàng triệu đô la những năm 1950 và sau đó để phát triển một thiết bị kính ánh sao, có thể khuếch đại ánh sao và ánh trăng chiếu qua những đám mây, và ánh huỳnh quang của thảm thực vật đang phân hủy lên gấp 50 nghìn lần để cho phép một người có thể nhìn vào ban đêm. Thiết bị này khác với hệ thống hồng ngoại được phát triển trước đó, chẳng hạn sniperscope, là một thiết bị thụ động và không cần sự phát ánh sáng khác để thấy.
Màu sắc trung bình của vũ trụ quan sát được là một màu trắng hơi pha vàng mà đã được cho cái tên "màu Latte Vũ trụ".
Khi quan sát ánh sao từ Trái Đất, do tác động của khí quyển, ánh sao bị nhiễu động, do đó ta thấy chúng nhấp nháy hay lấp lánh. Sự nhấp nháy thường xảy ra với các ngôi sao hơn là các hành tinh, và các sao ở càng thấp so với chân trời nhấp nháy càng nhiều.
Ngành phổ học ánh sao, tức là sự khảo sát quang phổ của sao, được tiên phong bởi Joseph Fraunhofer vào năm 1814. Ánh sao có thể được hiểu là gồm ba loại quang phổ chính, quang phổ liên tục, quang phổ phát xạ, và quang phổ hấp thụ.
Độ rọi của ánh sao trùng với độ rọi tối thiểu cho mắt người (~0.1 mlx), trong khi ánh trăng trùng với độ rọi tối thiểu của tầm nhìn màu sắc của mắt người (~50 mlx). 

## Ánh sao cổ xưa nhất
Một trong những ngôi sao cổ xưa nhất nhưng đã được nhận dạng— tuy không phải là xa nhất— đã được phát hiện vào năm 2014: trong khi "chỉ" cách Trái Đất 6,000 năm ánh sáng, ngôi sao SMSS J031300.36−670839.3 được xác định là có số tuổi 13.8 tỉ năm, rất gần với số tuổi của chính vũ trụ.  Ánh sao trên Trái Đất cũng gồm ngôi sao này.

## Nhiếp ảnh
Nhiếp ảnh ban đêm gồm những chủ thể nhiếp ảnh được chiếu sáng chủ yếu bởi ánh sao. Chụp các bức ảnh bầu trời đêm trực tiếp cũng là một phần của nhiếp ảnh thiên văn. Tương tự các hình thức nhiếp ảnh khác, nó có thể được sử dụng trong mục đích khoa học, nghệ thuật hoặc chỉ để giải trí. Các chủ thể có thể là những động vật hoạt động về đêm. Trong nhiều trường hợp nhiếp ảnh ánh sao cũng có thể cần có những hiểu biết về tác động của ánh trăng.

## Phân cực
Cường độ của ánh sao được quan sát là một hàm của sự phân cực của nó.
Ánh sao trở nên bị phân cực phẳng do sự tán xạ từ các hạt bụi liên sao bị kéo giãn mà trục dài của chúng có xu hướng vuông góc với từ trường của các thiên hà. Theo cơ chế Davis–Greenstein, các hạt quay nhanh với trục quay của chúng dọc theo từ trường. Ánh sáng phân cực dọc theo hướng từ trường vuông góc với đường tầm nhìn sẽ được truyền qua, còn ánh sáng phân cực theo mặt phẳng xác định bởi hướng hạt bụi quay sẽ bị chặn lại. Do đó, hướng phân cực có thể được sử dụng để lập bản đồ từ trường của các thiên hà. Độ phân cực ở mức 1.5% với các sao ở khoảng cách 1,000 parsec.
Thường thì ánh sao cũng có một phần nhỏ hơn là phân cực tròn. Serkowski, Mathewson and Ford đã đo sự phân cực của 180 ngôi sao với các bộ lọc UBVR, và đã tìm ra phần phân cực tròn cực đại {\displaystyle q=6\times 10^{-4}}, trong bộ lọc R.